# Herbert Ninaus
Herbert Ninaus (* 31. März 1937 in Voitsberg; † 24. April 2015 in Sydney) war ein österreichischer und später australischer Fußball-Nationalspieler und -trainer.
Herbert Ninaus begann seine Karriere beim ASK Voitsberg, von dem er zum Erstligisten Grazer AK wechselte. Seinen ersten Einsatz in der A-Liga hatte der Flügelstürmer in der Saison 1954/55, er wurde bald zum Stammspieler. Nach einer starken Saison 1957/58, in der Herbert Ninaus 25 Tore in 24 Spielen erzielte, empfahl er sich nachdrücklich für die Teilnahme an der Weltmeisterschaft 1958. Er durfte zwar das Team begleiten, kam in Schweden aber zu keinem Einsatz. Allerdings kam er bereits kurze Zeit danach, am 5. Oktober 1958 zu seinem Länderspieldebüt gegen Jugoslawien in der österreichischen Nationalmannschaft und erzielte dabei auch ein Tor.
Zur Winterpause 1958/59 entschloss sich Herbert Ninaus nach Australien auszuwandern, wo er zunächst bei Sydney FC Prague spielte. mit dem er 1959 die Meisterschaft von New South Wales gewann. Der Umstand, dass nach Anschluss einer FK Austria Tour nach Australien 1955 mehrere österreichische Staatsligaspieler wie bspw. auch Karl Jost, Peter Hrncir und Leo Baumgartner nach Australien wechselten ohne, dass Ablöseentgelte entrichtet wurden sorgte weiland für den Rauswurf des Landes aus der FIFA.
1965 gewann er den australischen Cup mit Sydneyer Hakoah Eastern Suburbs. Mittlerweile australischer Staatsbürger, kam Ninaus 1964 auch zu zwei Repräsentativspielen in der australischen Nationalmannschaft, bei denen er drei Tore erzielte, und spielte auch mehrmals für die Auswahl von New South Wales. Nach Beendigung seiner aktiven Karriere arbeitete er noch als Trainer, unter anderem bei Canterbury-Marrickville Olympic
Sein Bruder Erwin Ninaus spielte ebenso wie Herbert bei Voitsberg, dem GAK und Prague in Sydney, von wo er allerdings nach zwei Jahren nach Österreich zurückkehrte. Herbert Ninaus blieb in Sydney, wo er auch seine Frau Martha kennenlernte, mit der er zwei Kinder hatte. Er verstarb dort am 24. April 2015 im Alter von 78 Jahren.

## Erfolge
- 1 × Australischer Meister: 1959 (New South Wales)
- 1 × Australischer Cupsieger: 1965
- 2 Länderspiele und 1 Tor für die österreichische Fußballnationalmannschaft 1958
- 2 Länderspiele und 3 Tore für die australische Fußballnationalmannschaft 1964